# Jiří Feureisl
Jiří Feureisl (Strasice, Checoslovaquia; 3 de octubre de 1931 – 12 de mayo de 2021) fue un futbolista checo que jugaba en la posición de delantero.

## Carrera

### Club
Jugó toda su carrera con el Slavia Karlovy Vary desde 1950 a 1960.

### Selección nacional
Jugó para Checoslovaquia de 1956 a 1960, anotando 7 goles en 11 partidos, uncluyendo uno ante Argentina en el desastre de Suecia en la Copa Mundial de Fútbol de 1958. Ayudó a Checoslovaquia a ganar la Copa Internacional de Europa Central en la temporada de 1955/60.

## Logros
- Copa Internacional de Europa Central: 1

1955/60